# Armée de métier

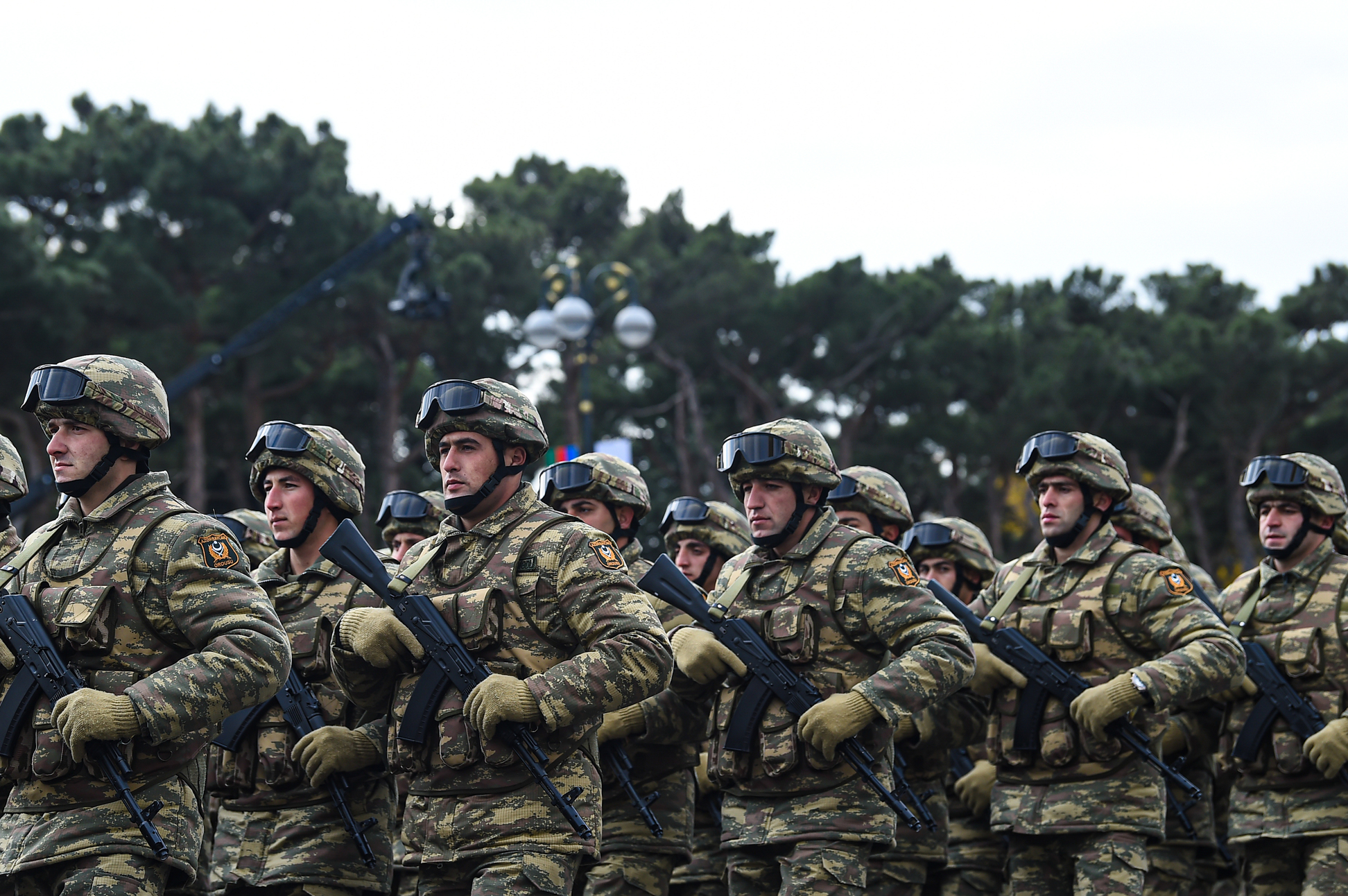
Armée de métier lors de la parade de la Victoire

Cet article concerne le cas des engagés dans la vie militaire. Pour les autres sens, voir Engagé.
L'armée de métier est une armée régulière composée exclusivement de militaires professionnels à plein temps et de volontaires (ou de contractés), voire, elle est une armée régulière où il n'y a pas de conscrits. Elle se compose de deux parties : armée permanente (professionnels et volontaires) et armée de réserve (réservistes volontaires). 
Le modèle d'armée de métier contraste avec le modèle d'armée de levée, où l'armée permanente se compose de professionnels, volontaires et conscrits, avec une réserve obligatoire formée par conscrits qui ont complété son service militaire obligatoire (réservistes). 
Les armées de métier ont tendance à être de plus en plus chères à maintenir et sont ainsi souvent de taille limitée. Cependant, une armée de métier est généralement mieux équipée, mieux entraînée et mieux préparée pour les urgences, en particulier les guerres.